# Олексюк, Дмитрий Георгиевич
Дмитрий Георгиевич Олексюк (19 апреля 1939 года, село Суховерхов — 8 июля 2005 года) — механизатор колхоза «Радянська Буковына» Кицманского района Черновицкой области, Украинская ССР. Герой Социалистического Труда (1972).

## Биография
Родился в 1939 году в крестьянской семье в селе Суховерхов Кицманского района. Получил среднее образование в родном селе. Трудился механизатором в местном колхозе «Радяньска Буковына» Кицманского района. Получил заочное агрономическое образование. В своей работе применял передовые агротехнические методы, в результате чего постоянно получал высокие урожаи сельскохозяйственных культур.
Указом Президиума Верховного Совета СССР от 15 декабря 1972 года удостоен звания Героя Социалистического Труда «за большие успехи достигнутые в увеличении производства и продажи государству зерна, других продуктов земледелия, и проявленную трудовую доблесть на уборке урожая» с вручением ордена Ленина и золотой медали Серп и Молот.
В последующие годы трудился звеньевым в этом же колхозе (с 1973 года — Кицманский совхоз-техникум).
Участвовал во Всесоюзной выставке ВДНХ.
Избирался депутатом Черновицкого областного Совета народных депутатов.
Умер в июле 2005 года.
Награды и звания
- Герой Социалистического Труда
- Орден Ленина
- Орден «Знак Почёта» (23.06.1966)
- Серебряная медаль ВДНХ (1964)